# Showrunner
Showrunner (nebo show runner) je osoba v televizním průmyslu, která je odpovědná za každodenní tvorbu televizních seriálů, v jejichž titulcích bývá označována jako jeden z vedoucích producentů. Termín pochází ze Spojených států, kde showrunner je tradičně vedoucím scenáristou televizního seriálu s producentskými kompetencemi, který zodpovídá za natáčení, funguje jako script editor a často je i hlavním tvůrcem nebo spolutvůrcem námětu tohoto seriálu. Oproti filmovému průmyslu, kde tvůrčí řízení produkce přebírá režisér, jsou v televizní produkci showrunneři postaveni nad režiséry.